# ۲۱ آبان
۲۱ آبان دویست و سی و هفتمین روز سال در گاه‌شماری خورشیدی است. به پایان سال ۱۲۸ روز (۱۲۹ روز در سال کبیسه) باقی‌است.

## رویدادها
- ۹۷۷ - انتخاب اصفهان به عنوان پایتخت ایران توسط شاه عباس یکم صفوی [۱]
- ۱۱۰۸ - نبرد مورچه خورت
- ۱۲۹۴ - پایان دوره سوم مجلس شورای ملی
- ۱۳۲۸ - بنیان‌گذاری جبهه ملی ایران
- ۱۳۴۵ - ارائه لایحه ملی شدن آب‌های ایران به مجلس شورای ملی [۲]
- ۱۳۹۰ - انفجار بیدگنه
- ۱۳۹۴ - سیل ۱۳۹۴ رودان
- ۱۳۹۴ - رقابت ۲۱ آبان ۱۳۹۴ تیم ملی فوتبال ایران با تیم ملی فوتبال ترکمنستان در مرحله مقدماتی جام جهانی فوتبال ۲۰۱۸ (آسیا) و جام ملت‌های آسیا ۲۰۱۹
- ۱۳۹۶ - زمین‌لرزه ۱۳۹۶ ازگله

## زادروزها
- ۱۲۷۶ - نیما یوشیج، پدر شعر نوی فارسی
- ۱۳۲۷ - حسن روحانی، هفتمین رئیس‌جمهور ایران
- ۱۳۳۶ -  شهرام صولتی، خواننده
- ۱۳۳۹ - اسفندیار رحیم مشایی، سیاستمدار
- ۱۳۶۵ - ملیکا شریفی‌نیا، بازیگر

## درگذشت‌ها
- ۱۳۴۴ - روح‌الله خالقی، آهنگساز
- ۱۳۷۴ - حمید دیرین، پایه‌گذار و نخستین رئیس انجمن خوش نویسان استان فارس
- ۱۳۸۸ - جمشید لایق، بازیگر
- ۱۳۹۰ - حسن تهرانی مقدم، نظامی و ملقب به پدر موشکی ایران
- ۱۳۹۹ - داود فیرحی، پژوهشگر علوم سیاسی
- ۱۴۰۱ - سید علی‌اصغر حسینی، روحانی
- ۱۴۰۱ - مهران کریمی ناصری، او یک پناهنده ایرانی بود که در فرودگاه شارل دوگل پاریس زندگی می کرد
- ۱۴۰۲ - داوود هرمیداس باوند، رئیس هیئت رهبری و سخنگوی جبهه ملی ایران (سامان ششم)